# Priapos (Töpfer)
Priapos war ein griechischer Töpfer, der zwischen ca. 550 und 530 v. Chr. in Athen tätig war.
Seine Signatur findet sich auf insgesamt fünf Stücken:
- Aryballos in Form eines Phallos Boston, Museum of Fine Arts 13.105
- Fragment einer Kanne der Kriton-Gruppe Athen, Nationalmuseum Akr. 833
- Fragment eines Skyphos Mykonos, Archäologisches Museum
- Fragment eines Skyphos Florenz, Museo Archeologico
- Fragment eines Skyphos London, British Museum (irrtümlich in die Bandschale B 395 eingesetzt).

Priapos ist zu den Töpfern der sogenannten Kleinmeister zu rechnen.